# Tiret large
Le signe ▬ est un tiret large. Il peut être utilisé pour séparer du texte.
Sur Windows, on l'obtient grâce au raccourci Alt + 22.